# Titus Feuerfuchs
Titus Feuerfuchs és una obra dramaticomusical en dos actes composta  per Heinrich Sutermeister sobre un llibret en alemany del mateix compositor, basat en The Talisman de Johann Nestroy. Es va estrenar el 14 d'abril de 1958 al Theater Basel de Basilea.